# Kwame Nkrumah University of Science and Technology
Kwame Nkrumah University of Science and Technology (KNUST) är ett universitet i Ghana, grundat 1952. Det ligger i Kumasi i Ashantiregionen, 200 km nordväst om huvudstaden Accra. 

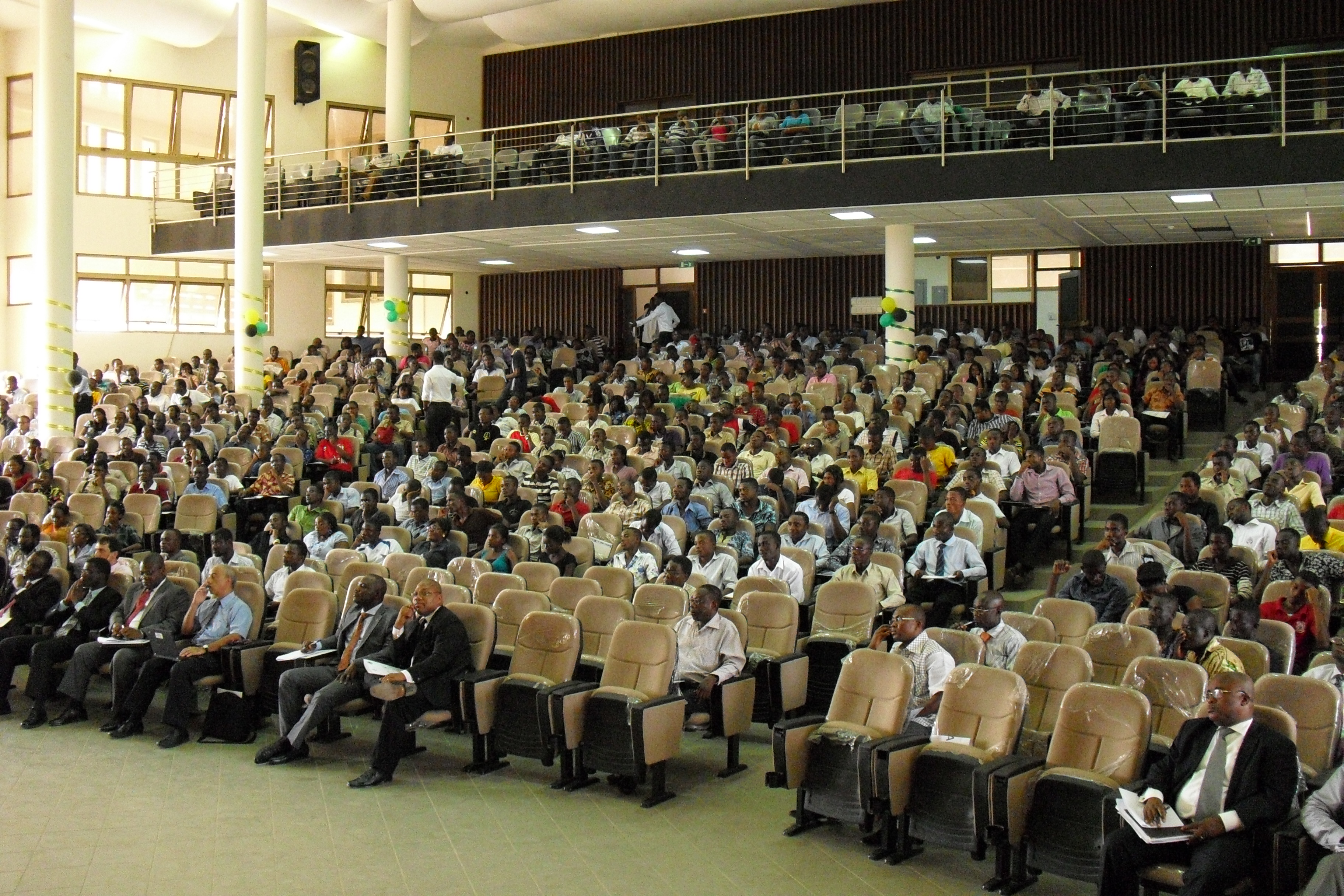
Föreläsningssal på ingenjörsfakulteten
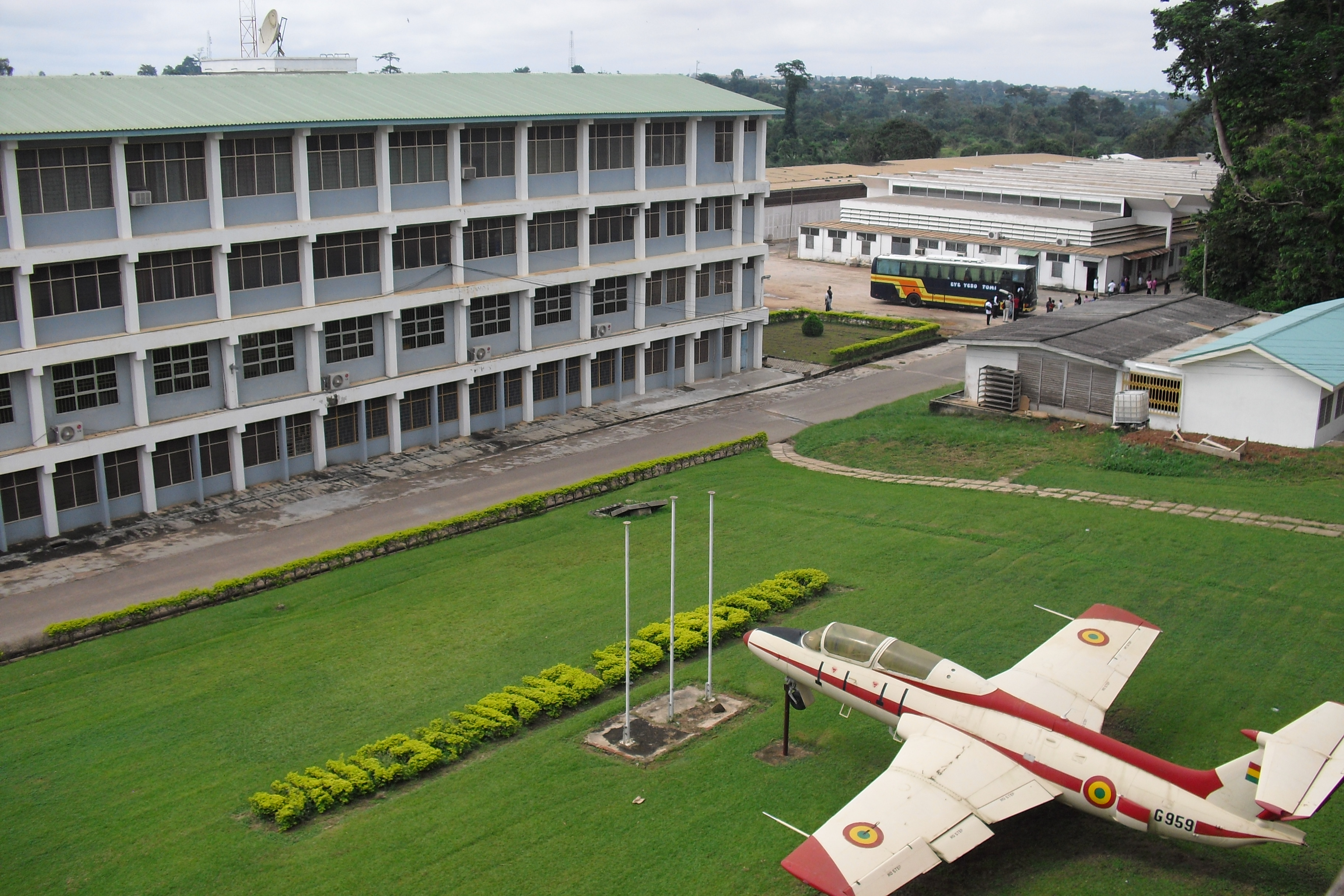
Ingenjörsfakulteten
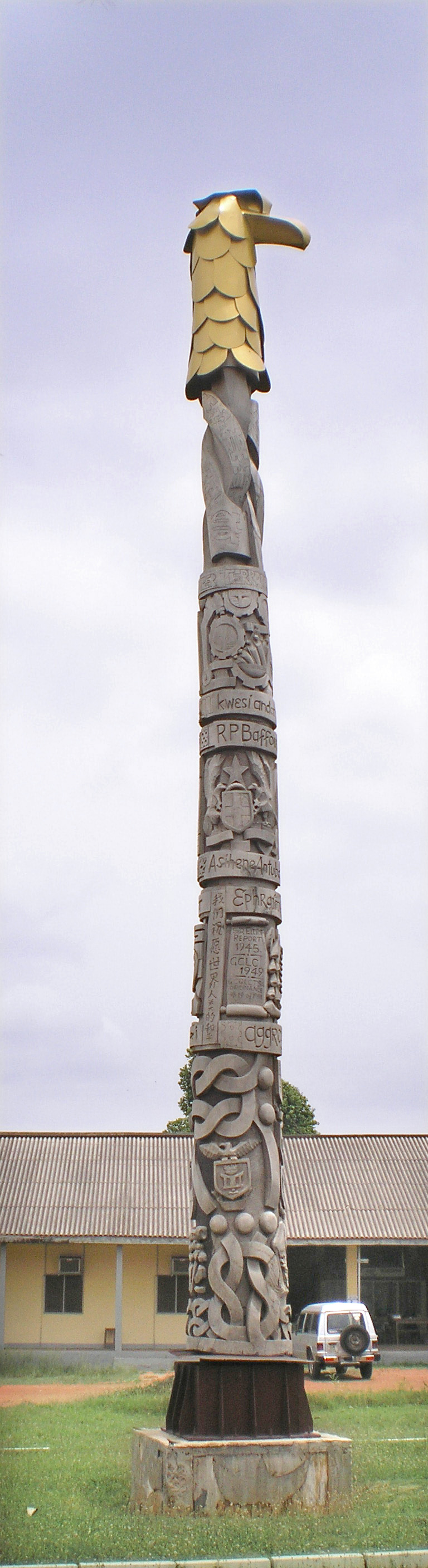
Fredspålen, rest 2007